# Amanita albocreata
Amanita albocreata là một loài nấm trong họ Amanitaceae. Loài này được tìm thấy ở vùng phía đông bắc Hoa Kỳ, đông nam Canada và rải rác một vài nơi khác trên toàn Bắc Mỹ. Amanita albocreata có chiều cao từ 5 đến 15 cm, phát triển vào những tháng mùa mưa từ tháng 6 đến tháng 8. Loài này nhiều khả năng có chứa độc tố gây chết người.

## Phân loại khoa học
Loài này được George Francis Atkinson miêu tả khoa học lần đầu tiên năm 1902 dưới tên gọi Amanitopsis albocreata, sau đó đã được Jean-Edouard Gilbert chuyển về chi Amanita vào năm 1941.